# Kymanholmsörarna
Kymanholmsörarna är en ö i Finland. Den ligger i Norra kvarken och i kommunen Korsholm i den ekonomiska regionen  Vasa i landskapet Österbotten, i den västra delen av landet. Ön ligger omkring 15 kilometer nordväst om Vasa och omkring 380 kilometer nordväst om Helsingfors.
Öns area är 40,3 hektar och dess största längd är 1,1 kilometer i nord-sydlig riktning.